# Ervin Katnić
Ervin Katnić (ur. 2 września 1921 w Puli, zm. w 1979 w Splicie) – piłkarz jugosłowiański grający podczas kariery na pozycji pomocnika.

## Kariera klubowa
Ervin Katnić całą piłkarską karierę spędził w klubie Hajduk Split, którego jest wychowankiem. Z Hajdukiem po zakończeniu wojny zdobył mistrzostwo Chorwacji w 1946. Po wojnie dwukrotnie zdobył mistrzostwo Jugosławii w 1950 i 1952.

## Kariera reprezentacyjna
W 1950 uczestniczył w mistrzostwach świata. Na turnieju w finałowym w Brazylii był rezerwowymi i nie wystąpił w żadnym meczu. Nigdy nie zdołał zadebiutować w reprezentacji Jugosławii.